# II. općinska nogometna liga Slavonski Brod 1985./86.
II. općinska nogometna liga Slavonski Brod za sezonu 1985./86. je bila liga sedmog stupnja nogometnog prvenstva Jugoslavije. 

Liga je igrana u dvije skupine:
- "Istok" – 12 klubova, prvak "Mladost" iz Donje Bebrine
- "Zapad" – 11 klubova, prvak "Graničar" iz Stupničkih Kuta

## Istok
Ljestvica
| mj. | klub                     | ut. | pob. | ner. | por. | gol+ | gol- | bod |
| --- | ------------------------ | --- | ---- | ---- | ---- | ---- | ---- | --- |
| 1.  | Mladost Donja Bebrina    |     |      |      |      |      |      |     |
| 2.  | Gardun Garčin            |     |      |      |      |      |      |     |
| 3.  | Radnički Sapci           |     |      |      |      |      |      |     |
| 4.  | Slavonac Stari Pekovci   | 21  | 9    | 5    | 7    | 43   | 27   | 23  |
| 5.  | Slaven Trnjani           |     |      |      |      |      |      |     |
| 6.  | VSK Donja Vrba           |     |      |      |      |      |      |     |
| 7.  | Sloga Jaruge             |     |      |      |      |      |      |     |
| 8.  | Sloga Vrpolje            |     |      |      |      |      |      |     |
| 9.  | Dilj Klokočevik          |     |      |      |      |      |      |     |
| 10. | Sava Svilaj              |     |      |      |      |      |      |     |
| 11. | Šokadija Sredanci        |     |      |      |      |      |      |     |
| 12. | Graničar Slavonski Šamac |     |      |      |      |      |      |     |

Rezultatska križaljka
| kratica | klub                     | DILJ | GAR | GRA | MLA | RAD | SAVA | SLAVE | SLAVO | SLOJ | SLOV | ŠOK | VSK |
| --- | ------------------------ | ---- | --- | --- | --- | --- | ---- | ----- | ----- | ---- | ---- | --- | --- |
| DILJ | Dilj Klokočevik          |      |     |     |     |     |      |       |       |      |      |     |     |
| GAR | Gardun Garčin            |      |     |     |     |     |      |       |       |      |      |     |     |
| GRA | Graničar Slavonski Šamac |      |     |     |     |     |      |       |       |      |      |     |     |
| MLA | Mladost Donja Bebrina    |      |     |     |     |     |      |       |       |      |      |     |     |
| RAD | Radnički Sapci           |      |     |     |     |     |      |       |       |      |      |     |     |
| SAVA | Sava Svilaj              |      |     |     |     |     |      |       |       |      |      |     |     |
| SLAVO | Slavonac Stari Pekovci   |      |     |     |     |     |      |       |       |      |      |     |     |
| SLAVE | Slaven Trnjani           |      |     |     |     |     |      |       |       |      |      |     |     |
| SLOJ | Sloga Jaruge             |      |     |     |     |     |      |       |       |      |      |     |     |
| SLOV | Sloga Vrpolje            |      |     |     |     |     |      |       |       |      |      |     |     |
| ŠOK | Šokadija Sredanci        |      |     |     |     |     |      |       |       |      |      |     |     |
| VSK | VSK Donja Vrba           |      |     |     |     |     |      |       |       |      |      |     |     |
| |                          |      |     |     |     |     |      |       |       |      |      |     |     |
| podebljan rezultat - utakmice od 1. do 11. kola (1. utakmica između klubova) rezultat normalne debljine - utakmice od 12. do 22. kola (2. utakmica između klubova) rezultat nakošen - nije vidljiv redoslijed odigravanja međusobnih utakmica iz dostupnih izvora rezultat smanjen * - iz dostupnih izvora nije uočljiv domaćin susreta prekrižen rezultat - poništena ili brisana utakmica p - utakmica prekinuta 3:0 p.f. / 0:3 p.f. - rezultat 3:0 bez borbe |                          |      |     |     |     |     |      |       |       |      |      |     |     |

 Izvori: 

## Zapad
Ljestvica
| mj. | klub                        | ut. | pob. | ner. | por. | gol+ | gol- | bod     |
| --- | --------------------------- | --- | ---- | ---- | ---- | ---- | ---- | ------- |
| 1.  | Graničar Stupnički Kuti     | 20  | 12   | 5    | 3    | 40   | 15   | 29      |
| 2.  | Gaj Zbjeg                   | 20  | 11   | 4    | 5    | 42   | 29   | 26      |
| 3.  | Vinogorac Brodsko Vinogorje | 20  | 11   | 4    | 5    | 33   | 34   | 26      |
| 4.  | Posavac Kaniža              | 20  | 8    | 5    | 7    | 32   | 29   | 21      |
| 5.  | Polet Stari Slatinik        | 20  | 8    | 5    | 7    | 32   | 33   | 21      |
| 6.  | ASK Gornji Andrijevci       | 20  | 6    | 7    | 7    | 32   | 36   | 19      |
| 7.  | BONK Bebrina                | 20  | 7    | 6    | 7    | 31   | 35   | 18 (-2) |
| 8.  | Mladost Banovci             | 20  | 7    | 4    | 9    | 32   | 40   | 18      |
| 9.  | Sava Slavonski Brod         | 20  | 5    | 6    | 9    | 29   | 27   | 16      |
| 10. | Slavonac Slavonski Kobaš    | 20  | 4    | 7    | 9    | 35   | 43   | 15      |
| 11. | Mladost Malino              | 20  | 3    | 3    | 14   | 23   | 49   | 8       |

Rezultatska križaljka
| kratica | klub                        | ASK | BONK | GAJ | GRA | MLAB | MLAM | POL | POS | SAVA | SLA | VIN |
| --- | --------------------------- | --- | ---- | --- | --- | ---- | ---- | --- | --- | ---- | --- | --- |
| ASK | ASK Gornji Andrijevci       |     |      |     |     |      |      |     |     |      |     |     |
| BONK | BONK Bebrina                |     |      |     |     |      |      |     |     |      |     |     |
| GAJ | Gaj Zbjeg                   |     |      |     |     |      |      |     |     |      |     |     |
| GRA | Graničar Stupnički Kuti     |     |      |     |     |      |      |     |     |      |     |     |
| MLAB | Mladost Banovci             |     |      |     |     |      |      |     |     |      |     |     |
| MLAM | Mladost Malino              |     |      |     |     |      |      |     |     |      |     |     |
| POL | Polet Stari Slatinik        |     |      |     |     |      |      |     |     |      |     |     |
| POS | Posavac Kaniža              |     |      |     |     |      |      |     |     |      |     |     |
| SAVA | Sava Slavonski Brod         |     |      |     |     |      |      |     |     |      |     |     |
| SLA | Slavonac Slavonski Kobaš    |     |      |     |     |      |      |     |     |      |     |     |
| VIN | Vinogorac Brodsko Vinogorje |     |      |     |     |      |      |     |     |      |     |     |
| |                             |     |      |     |     |      |      |     |     |      |     |     |
| podebljan rezultat - utakmice od 1. do 11. kola (1. utakmica između klubova) rezultat normalne debljine - utakmice od 12. do 22. kola (2. utakmica između klubova) rezultat nakošen - nije vidljiv redoslijed odigravanja međusobnih utakmica iz dostupnih izvora rezultat smanjen * - iz dostupnih izvora nije uočljiv domaćin susreta prekrižen rezultat - poništena ili brisana utakmica p - utakmica prekinuta 3:0 p.f. / 0:3 p.f. - rezultat 3:0 bez borbe |                             |     |      |     |     |      |      |     |     |      |     |     |

 Izvori: 